# David Nahmad
David Nahmad, auch Davide Nahmad, (* 1947 in Beirut) ist ein libanesisch-italienischer Kunsthändler, -sammler und -spekulant mit syrischen Wurzeln und italienischer Staatsbürgerschaft, der in Monaco lebt. Der Multimilliardär wurde mit Kunst- wie auch mit Immobilien- und Bankgeschäften wohlhabend. Seine Familie besitzt eine der bedeutendsten privaten Gemäldesammlungen der klassischen Moderne und Impressionisten, deren Umfang 2007 auf 4.500 bis 5.000 Werke mit einem Gesamtwert von 3 bis 4 Milliarden US-Dollar geschätzt wurde.

## Leben

### Herkunft
Nahmad ist orientalischer Jude, großväterlicherseits sephardischer Herkunft. Sein Großvater war Rabbiner, sein Vater Bankier im syrischen Aleppo. Seine Mutter Mathilde stammte aus der damals ebenfalls in Aleppo ansässigen Bankiersfamilie Safra. Nahmads Familie migrierte 1945 nach Beirut und übersiedelte 1952 nach Istanbul. Ende der 1960er Jahre ließ sie sich dann in Mailand nieder. Seine Eltern hatten außer ihm noch drei Söhne (Albert, Joseph und Ezra) sowie vier Töchter (Denise, Jacqueline, Nadja und Evelyne). Nahmads ältester Bruder Albert kam in den 1950er Jahren bei einem Flugzeugunglück ums Leben, seine älteste Schwester starb 2003.

### Das Familienunternehmen
Oberhaupt der Familie nach dem Tod des Vaters wurde Nahmads älterer Bruder Joseph („Joe Farouk“, 1932–2012), der schon 1957 in Mailand den Kunsthandel der Familie begründet hatte. Ezra und David Nahmad stiegen bald in dieses Geschäft ein. In Rom lernten sie Daniel-Henry Kahnweiler kennen, mit dem sie sich anfreundeten, woraufhin er sie in persönlichen Kontakt mit Pablo Picasso brachte. In der Folge erwarben die Brüder in den 1960er Jahren in Paris über Kahnweiler, neben mehreren Hundert Werken von Picasso, auch solche von Braque und Gris. Viele der so in Frankreich erstandenen Gemälde verkauften sie anschließend mit Gewinn wieder in Italien, oft an Hans Heinrich Thyssen-Bornemisza, zu dem sie ebenfalls guten Kontakt pflegten.
In den 1970er Jahren verlegte Joe Nahmad seinen Wohnsitz nach Monaco. Der achtzehn Monate ältere Ezra zog nach London und David Nahmad nach New York City, wo sie, wie zuvor schon in Italien, auch an der Börse und mit Investments handelten. Mit Beginn der 1980er Jahre konzentrierten die Nahmads ihre Tätigkeit auf den spekulativen Kunsthandel in Japan und profitierten letztlich enorm – zuerst von den Auswirkungen der „Bubble Economy“, dann von denen des folgenden Crashs an der Tokioter Börse zum Jahreswechsel 1989/90. Auf dem dortigen Kunstmarkt verkauften sie zunächst in Zeiten wirtschaftlichen Wachstums einen großen Teil ihrer Sammlung und kauften danach nicht nur zuvor teuer versteigerte Gemälde günstig zurück, sondern erweiterten ihren Bestand auch erheblich. Joe Nahmad starb am 23. November 2012. Daraufhin übernahm Nahmad zusammen mit seinem älteren Bruder Ezra das Geschäft in Monaco und gilt seitdem als der Patriarch der Familie. In der Welt des Kunsthandels ist er sowohl für sein Gespür für Qualität und Rendite, als auch für seine Bereitschaft zu längerfristigen Investitionen bekannt.
Nahmad hat Wohnsitze in Monaco, Paris und New York City, ist verheiratet und hat drei Kinder. Er ist Cousin des Milliardärs Joseph Safra sowie dessen verstorbener Brüder Edmond und Moise. Moise Safras Sohn Edmond ist mit Nahmads Tochter Marielle verheiratet.
Nahmad ist leidenschaftlicher Backgammonspieler und setzt bei dem Spiel regelmäßig auch hohe Summen. Beim jährlichen Backgammon-Weltmeisterschaftsturnier in seinem Wohnort im Stadtteil Monte-Carlo errang er 1996 den Titel.

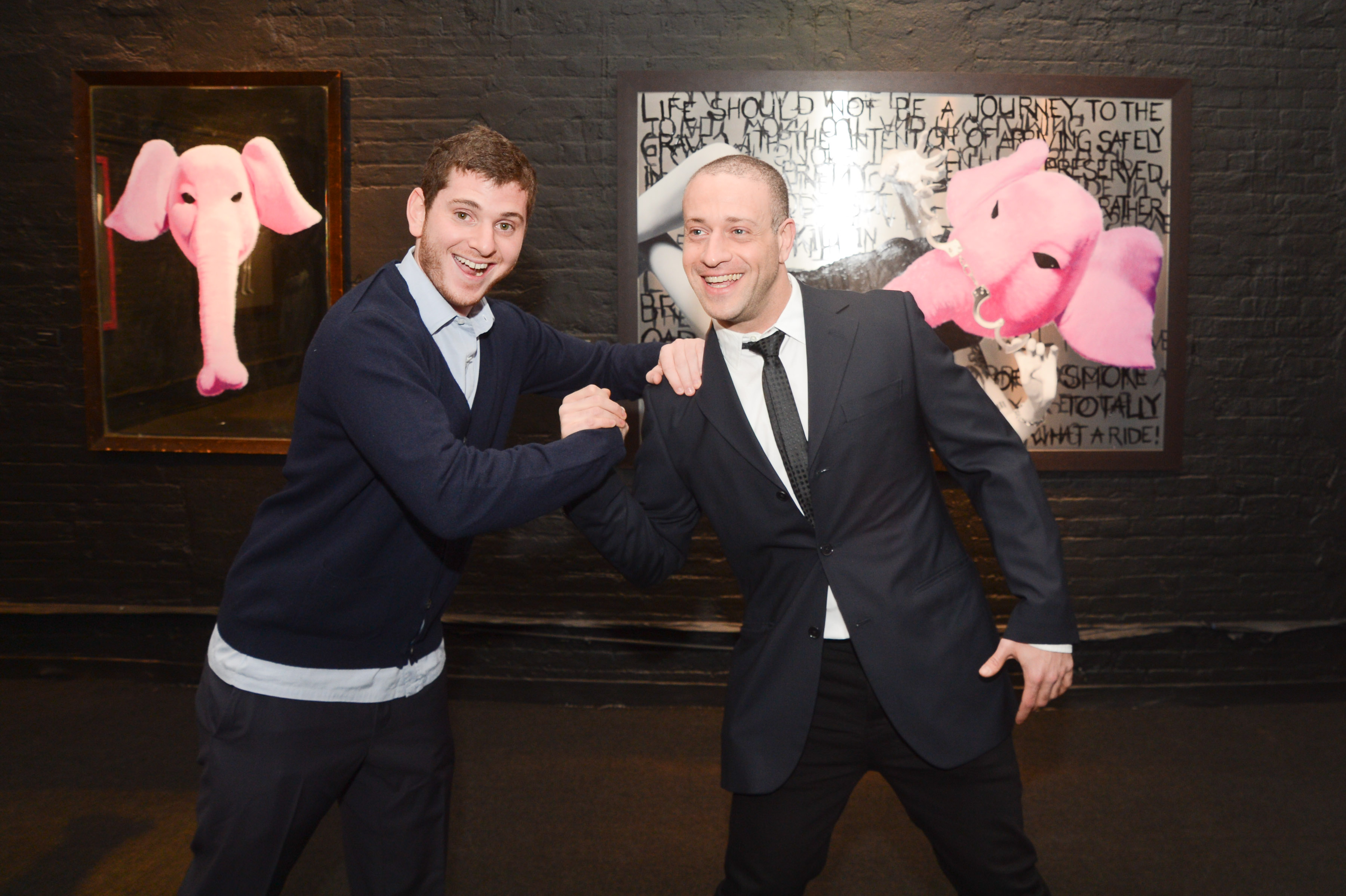
Joseph Nahmad (links) während einer Vernissage (2012)

#### Die zweite Generation
In den Vereinigten Staaten und in Großbritannien hatten David und Ezra Nahmad schon in den 1970ern jeweils eine Galerie eröffnet. Während in zweiter Generation Ezra Nahmads ältester Sohn Haley die Helly-Nahmad-Gallery in London leitet, führt David Nahmads Sohn, der nach dem Großvater Hillel heißt und wie sein Cousin ebenfalls „Helly“ gerufen wird, die Helly-Nahmad-Gallery (vormals von 1974 bis 2000 Davlyn Gallery) in New York City. Dessen jüngerer Bruder Joseph kuratiert ebendort das 2011 ins Leben gerufene Galerieprojekt Nahmad Contemporary, das 2013 eigene Räumlichkeiten in der New Yorker Madison Avenue bezog.
Hillel Nahmad hat im Gegensatz zu seinem Cousin, der am Courtauld Institute of Art graduiert wurde, keinen Schulabschluss. Er ist, wie auch sein Bruder, leidenschaftlicher Pokerspieler und seines aufwendigen Lebensstils wegen bekannt – so erwarb er zu Wohnzwecken nach und nach für mehr als 21 Millionen US-Dollar die komplette 51. Etage des Trump Towers. Im April 2013 wurde er des Vorwurfs der Geldwäsche, des Wettbetrugs und des illegalen Glücksspiels verhaftet. Die Taten sollte er gemeinschaftlich mit Größen der osteuropäischen Sportwetten-Mafia im Umfeld der „Taiwantschik-Trintscher-Bande“ begangen haben. In der Folge wurde der geständige Helly Nahmad im April 2014 als Kopf eines illegalen Glücksspielrings, dessen Klientel im Wesentlichen Multimillionäre und Milliardäre waren, zu einer Geldstrafe in Höhe von 30.000 US-Dollar, sowie einer Haftstrafe von 366 Tagen verurteilt. Außerdem wurde das Gemälde „Karneval in Nizza“ von Raoul Dufy sowie sein illegal erworbener Gewinn in Höhe von 6.427.000 US-Dollar konfisziert. Von der Haftstrafe musste er fünf Monate verbüßen, bevor sie in einen Hausarrest im offenen Vollzug gewandelt wurde. Zusätzlich musste er nach Haftentlassung 300 Stunden gemeinnütziger Arbeit ableisten und hatte die Auflage, sich einer Therapie seiner Spielsucht wegen zu unterziehen.
Danach zog David Nahmad, der zwischenzeitlich in Vertretung seines Sohnes die Geschäfte der New Yorker Galerie geführt hatte, sich aus dem Tagesgeschäft zurück. Nach seinem jüngeren Bruder hat seitdem auch Helly Nahmad damit begonnen, den Handel der Familie, die sich bis dahin beinahe ausschließlich auf die bewährten Standardwerte des Impressionismus und der Malerei der Moderne konzentrierte, auf die Werke zeitgenössischer Künstler auszuweiten.

#### Basisgesellschaften
Die Familie unterhält mehrere Briefkastenfirmen in Übersee, u. a. um Teile ihrer geschäftlichen Tätigkeit zu anonymisieren. So hatte Joe Nahmad 1995 mittels des Genfer Büros der Kanzlei Mossfon und durch Vermittlung der schweizerischen Bank UBS das panamaische „International Art Center“ (IAC) gründen lassen.

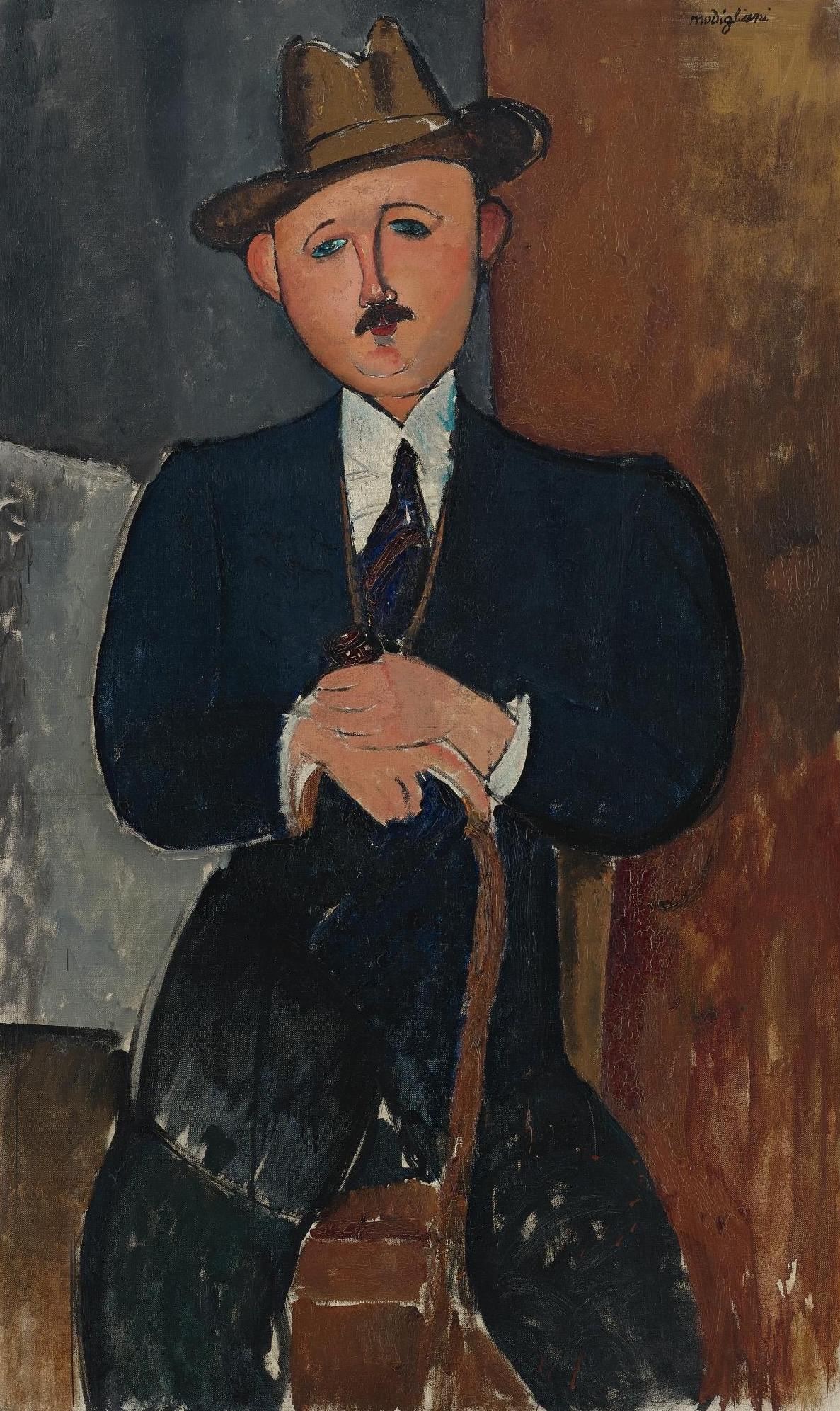
Amedeo Modigliani: L’Homme assis (appuyé sur une canne), (1918)

Ebendiese Firma ersteigerte 1996 ein Modigliani-Gemälde bei Christie’s, welches dort unter falscher Expertise angeboten worden war. Das Gemälde mit dem Titel „Sitzender Mann gestützt auf einen Stock“, entstanden 1918, gehörte ursprünglich zum Besitz von Stettiner et Cie., einer Pariser Antiquitätenhandlung jüdischer Inhaber, die es 1939 auf der Flucht vor den Nazis in Paris zurückgelassen hatten. Die beschlagnahmten es schließlich und verkauften es 1944. Seitdem galt es als verschollen. Schon früh stand die Familie Nahmads im Verdacht, im Besitz des Bildes zu sein. Da sie dies aber konsequent bestritt und die Besitzverhältnisse am IAC durch die Ausgabe anonymisierender Inhaberpapiere verschleiert worden waren, war sein tatsächlicher Eigentümer lange nicht bekannt. In der Folge wurde das Gemälde mehrfach ausgestellt und schließlich 2008 durch die Helly-Nahmad-Gallery in New York bei Sotheby’s zur Auktion gegeben, ohne dass es einen Zuschlag gab. Da es diesmal im Auktionskatalog korrekt beschrieben wurde, gelang seine Identifikation. Seit Herbst 2011 lässt Oscar Stettiners Enkel mittels eines auf die Restitution von Raubkunst spezialisierten kanadischen Dienstleisters in den USA gerichtlich gegen die Nahmad-Familie vorgehen. Seitdem war das Bild als ein möglicher Fall von NS-Raubkunst wiederholt in den Schlagzeilen.
Nach Veröffentlichung der sogenannten Panama-Papers im April 2016 wurde offenbar, dass David Nahmad seit Anfang 2014 alleiniger Eigentümer des IAC ist. Daraufhin wurde ermittelt, dass das Bild zusammen mit mehreren tausend weiteren Gemälden der Nahmads in einem Genfer Zollfreilager, dem Freeport Genf aufbewahrt wurde, das mehrheitlich dem Kunstbetrüger Yves Bouvier gehört. Bei der darauf folgenden staatsanwaltlichen Durchsuchung des Lagers wurde das Gemälde schließlich beschlagnahmt.

## Ausstellungen
Schon seit den frühen 1970er-Jahren stellen die Nahmads auf der Art Basel aus. 2011 zeigten sie im Kunsthaus Zürich erstmals einen kleinen Teil ihrer Sammlung in Werkgruppen von Monet, Matisse, Miró und Picasso im Rahmen einer eigenen Schau. Ein Höhepunkt der Ausstellung war Picassos Portrait einer Frau mit einem Schätzwert von 14 Millionen US-Dollar.
- 2011/2012 The Nahmad Collection, Kunsthaus Zürich, Kuratoren: Christoph Becker, Helly Nahmad[59]

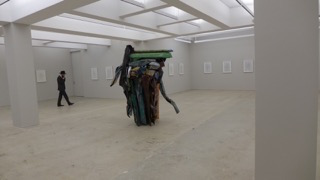
Gangster of Love / Crushed – Jan Frank und John Chamberlain 2015 in der Nahmad Contemporary

Seit 2011 werden in der Reihe Nahmad Contemporary von den Nahmads in New York vornehmlich Künstler der Gegenwart ausgestellt.
Auswahl:
- 2011 Roy Nachum: BLIND, Nahmad Contemporary, Kurator: Joseph Nahmad[61]
- 2012 Michael Sagato: Delirium Tremens, Nahmad Contemporary, Kurator: Joseph Nahmad[62]
- 2012 Roy Nachum: Open Your Eyes, Nahmad Contemporary, Kurator: Joseph Nahmad[63]